# شهرستان زاهدان
شهرستان زاهدان بزرگترین شهرستان استان سیستان و بلوچستان و یکی از گسترده‌ترین شهرستان‌های ایران که مرکز آن شهر زاهدان است. این شهرستان با وسعت  30716 کیلومتر مربع  معادل 17 درصد از مساحت  استان را به خود اختصاص داده است. شهرستان زاهدان در محدوده‌ شمالی استان سیستان و ‌بلوچستان  و در جنوب شرقی کشور ایران قرار دارد.

## جمعیت
بر پایه سرشماری عمومی نفوس و مسکن در سال ۱۴۰۰ جمعیت این شهرستان ۷۷۰،۸۰۰ نفر (در ۲۰۰،۲۰۰ خانوار) بوده‌است.

## جغرافیا
این شهرستان در شرق ایران و شمال سیستان و بلوچستان قرار دارد.

## تقسیمات کشوری
شهرستان زاهدان دارای تعداد ۳ بخش، ۶ دهستان و ۳ شهر به شرح زیر است:

### شهرستان زاهدان
| بخش      | مرکز بخش | جمعیت بخش ۱۳۹۵ | نام دهستان | مرکز دهستان   | جمعیت دهستان ۱۳۹۵ | شهر      | جمعیت شهر ۱۳۹۵ |
| -------- | -------- | -------------- | ---------- | ------------- | ----------------- | -------- | -------------- |
| مرکزی    | زاهدان   | ۶۲۸،۲۱۹ نفر    | چشمه زیارت | چشمه خان‌محمد  | ۳۴،۶۹۳ نفر        | زاهدان   | ۵۸۷،۷۳۰ نفر    |
| مرکزی    | زاهدان   | ۶۲۸،۲۱۹ نفر    | حرمک       | حرمک          | ۵،۷۹۶ نفر         | زاهدان   | ۵۸۷،۷۳۰ نفر    |
| کورین    | سرجنگل   | ۲۵،۸۹۸ نفر     | کورین      | سرجنگل        | ۱۵،۹۷۴ نفر        | سرجنگل   | ۳،۷۹۰ نفر      |
| کورین    | سرجنگل   | ۲۵،۸۹۸ نفر     | شورو       | شورو          | ۸،۱۳۴ نفر         | سرجنگل   | ۳،۷۹۰ نفر      |
| نصرت‌آباد | نصرت‌آباد | ۱۸،۶۴۲ نفر     | نصرت‌آباد   | شهرک حصاروئیه | ۷،۷۸۷ نفر         | نصرت‌آباد | ۵،۲۳۸ نفر      |
| نصرت‌آباد | نصرت‌آباد | ۱۸،۶۴۲ نفر     | دومک       | دومک          | ۵،۴۳۷ نفر         | نصرت‌آباد | ۵،۲۳۸ نفر      |